# Синсэн сёдзироку
«Синсэн сёдзицуроку», «Вновь составленные родовые записи» — японское историческое сочинение, составленное в 815 году. Представляет собой набор генеалогических списков, составленных на камбуне (либо на китайском, либо на китаизированном варианте японского языка). В общей сложности в текст включены генеалогии 1182 родов, практически всей аристократической элиты Японии того времени.
Автор «Синсэн сёдзироку» поделил все семейства на пять категорий: потомки императоров, потомки небесных божеств, потомки детей и внуков небесных божеств, потомки земных божеств и потомки переселенцев с континента. Его целью было привести социальную структуру своей эпохи в соответствие с сакральной генеалогией и мифом: в предисловии автор сетует на то, что многие фамилии, полученные иммигрантами, пишутся теми же иероглифами, что и старые японские фамилии, из-за чего возникает путаница, и незнатные люди могут причислять себя к потомкам богов.
«Синсэн Сёдзироку» стала важным историческим источником, рассказывающим не только о генеалогии японской аристократии, но и о процессах самогерметизации в раннесредневековом японском обществе.